# NWSL Challenge Cup
Pour les articles homonymes, voir Challenge Cup.
La NWSL Challenge Cup est une compétition américaine de soccer organisée par la National Women's Soccer League (NWSL). Elle rassemble uniquement les franchises de la NWSL. La première édition est organisée en juin 2020.

## Histoire
Le premier tournoi se déroule dans le comté de Salt Lake en Utah du 27 juin au 26 juillet 2020 et les rencontres sont disputées à huis clos,,. Le tournoi comprend un premier tour, puis une phase à élimination directe à partir des quarts de finale,,. Le tournoi débouche sur une finale entre le Dash de Houston et les Red Stars de Chicago. Cette finale voit la victoire du Dash, qui s'impose deux buts à zéro sur les Red Stars.
Initialement prévu comme un tournoi unique, la NWSL annonce que la Challenge Cup fera son retour pour la saison 2021, en tant que coupe de la Ligue disputée avant le début du championnat.
À partir de l'édition 2023 la NWSL Challenge Cup se jouera en même temps que la saison régulière. Ce sera également la première édition sous un parrainage pluriannuel avec UKG, une société américaine d'informatique, qui s'engage à augmenter le prix en argent afin d'apporter la parité salariale par rapport à la ligue masculine et aux compétitions de coupe ouvertes aux États-Unis.
La Challenge Cup passera d’une coupe de la ligue à une supercoupe à partir de 2024. Dans le nouveau format, le match unique mettra en vedette les vainqueurs du championnat de la ligue de la saison précédente et du NWSL Shield, ce dernier prix revenant à l'équipe qui a terminé première de la saison régulière. Si une seule équipe remporte à la fois les séries éliminatoires de la NWSL et le NWSL Shield, la Challenge Cup de la saison prochaine sera une revanche du match de championnat de la saison précédente.

## Palmarès

### Par édition
| Édition      | Finale                                 | Finale                                 | Finale                                 | Finale                    | Finale    |
| Édition      | Championne                             | Score                                  | Finaliste                              | Lieu de la finale         | Affluence |
| ------------ | -------------------------------------- | -------------------------------------- | -------------------------------------- | ------------------------- | --------- |
| 2020 Détails | Dash de Houston                        | 2 - 0                                  | Red Stars de Chicago                   | Rio Tinto Stadium, Sandy  | Huis-clos |
| 2021 Détails | Thorns de Portland                     | 1 − 1 (6 − 5) tab                      | Gotham du NJ/NY                        | Providence Park, Portland |           |
| 2022 Détails | Courage de la Caroline du Nord         | 2 − 1                                  | Spirit de Washington                   | WakeMed Soccer Park, Cary | 3 163     |
| 2023 Détails | Courage de la Caroline du Nord         | 2 − 0                                  | Racing Louisville                      | WakeMed Soccer Park, Cary |           |
| 2024 Détails | Wave de San Diego                      | 1 − 0                                  | Gotham du NJ/NY                        | Red Bull Arena, Harrison  | 14 241    |
| 2025 Détails | Pride d'Orlando - Spirit de Washington | Pride d'Orlando - Spirit de Washington | Pride d'Orlando - Spirit de Washington | Inter&Co Stadium, Orlando |           |

### Palmarès individuel
| Édition | Meilleure(s) buteuse(s)   | Meilleure(s) passeuse(s)             | Meilleure joueuse     | Entraîneur vainqueur |
| ------- | ------------------------- | ------------------------------------ | --------------------- | -------------------- |
| 2020    | Rachel Daly (3)           | Rachel Daly (2)                      | Rachel Daly           | James Clarkson (en)  |
| 2021    | Debinha (3)               | Jessica McDonald (3)                 | Debinha               | Mark Parsons (en)    |
| 2022    | Ashley Hatch (6)          | Elyse Bennett (4)                    | Debinha               | Sean Nahas (en)      |
| 2023    | Kristen Hamilton (en) (5) | Casey Krueger (3) Margaret Purce (3) | Kristen Hamilton (en) | Sean Nahas (en)      |
| 2024    | Alex Morgan (1)           | Savannah McCaskill (1)               | Alex Morgan           | Casey Stoney         |

### Bilan par club
| Rang | Équipe                         | Vainqueur | Finaliste | Édition(s) gagnée(s) |
| ---- | ------------------------------ | --------- | --------- | -------------------- |
| 1    | Courage de la Caroline du Nord | 2         | 0         | 2022, 2023           |
| 2    | Dash de Houston                | 1         | 0         | 2020                 |
| 2    | Thorns de Portland             | 1         | 0         | 2021                 |
| 2    | Wave de San Diego              | 1         | 0         | 2024                 |
| 5    | Gotham du NJ/NY                | 0         | 2         | -                    |
| 5    | Red Stars de Chicago           | 0         | 1         | -                    |
| 5    | Spirit de Washington           | 0         | 1         | -                    |
| 5    | Racing Louisville              | 0         | 1         | -                    |